# Rhytidoponera depilis
Rhytidoponera depilis é uma espécie de formiga do gênero Rhytidoponera.